# Egerbakta
Egerbakta község Heves vármegye Egri járásában.

## Fekvése
Az Egri-Bükkalja területén fekszik, a vármegyeszékhely Egertől 8 kilométerre északnyugatra.
A közvetlenül határos települések: észak felől Bátor, északkelet felől Szarvaskő, kelet felől Felnémet (Eger része), délkelet felől Eger, dél felől Egerszalók, délnyugat felől Egerszólát, nyugat felől pedig Sirok.

### Megközelítése
Legfontosabb közúti megközelítési útvonala a 24-es főút, ezen közelíthető meg Eger, illetve a mátrai települések felől is. Északi szomszédjával a 2413-as út köti össze.

## Története
A legkorábbi írásos emlék a faluról 1261-ből származik. 1295-ben villa Bacha alakban írva említették. Az 1332–1337 évi pápai tizedjegyzékben nevét már Bakta néven írták és a hevesi főesperesi kerület plebániái között szerepelt. Az 1546 évi adóösszeíráskor Horváth Ferencz  birtokának írták, ekkor csak 1 jobbágytelek után fizetett adót. 1552-ben 2 portát írtak itt össze.
Háromszor is elnéptelenedett, kétszer a török, egyszer pedig a pestisjárvány miatt. 1552-ben, amikor Eger várát sikertelenül ostromolta a török, a falut elpusztította, 1553-ban kezdett újból benépesülni. 1596-ban a török elfoglalta Egert, és Bakta ismét elnéptelenedett. 1699-ben nyilvánítják ismét lakóhelynek. Az 1710-1711.évi nagy pestisjárvány miatt harmadszor is elnéptelenedett. 1693-ban Pencz János Benedek kincstári tiszt birtokában találjuk. A 19. század első felében az egri érsekség földesúri hatósága alá tartozott. Templomát, mely a középkorból maradt fenn, 1789-ben építették újjá és 1909-ben restaurálták.
1910-ben 1307 lakosából 1284 magyar volt, melyből 1291 volt római katolikus.
A 20. század elején Heves vármegye Pétervásári járásához tartozott.

## Közélete

### Polgármesterei
- 1990–1994: Mata József (független)[4]
- 1994–1995: Mata József (független)[5]
- 1995–1998: Varga Tibor (független)[6]
- 1998–2002: Varga Tibor (független)[7]
- 2002–2006: Varga Tibor (független)[8]
- 2006–2010: Hegedűs János József (független)[9]
- 2010–2014: Varga Tibor József (Fidesz-KDNP)[10]
- 2014–2019: Varga Tibor József (független)[11]
- 2019–2024: Varga Tibor (független)[12]
- 2024– : Varga Tibor József (független)[1]

1995. június 18-án időközi választást tartottak a településen Mata József polgármester februári halála miatt.

## Népesség
A település népességének változása:
| Lakosok száma | 1445 | 1423 | 1420 | 1388 | 1430 | 1420 | 1396 |
|               | 2013 | 2014 | 2015 | 2021 | 2022 | 2023 | 2024 |

2001-ben a település lakosságának 78%-a magyar, 22%-a cigány nemzetiségűnek vallotta magát.
A 2011-es népszámlálás során a lakosok 94,5%-a magyarnak, 21,4% cigánynak mondta magát (5,5% nem nyilatkozott; a kettős identitások miatt a végösszeg nagyobb lehet 100%-nál). A vallási megoszlás a következő volt: római katolikus 85%, református 2%, evangélikus 0,2%, felekezeten kívüli 3,4% (8,8% nem nyilatkozott).
2022-ben a lakosság 94,5%-a vallotta magát magyarnak, 13,6% cigánynak, 0,3% németnek, 0,1-0,1% bolgárnak, szlováknak és románnak, 1,9% egyéb, nem hazai nemzetiségűnek (5,4% nem nyilatkozott; a kettős identitások miatt a végösszeg nagyobb lehet 100%-nál). Vallásuk szerint 54,7% volt római katolikus, 2,4% református, 0,6% görög katolikus, 0,3% evangélikus, 5% egyéb keresztény, 1,7% egyéb katolikus, 6,8% felekezeten kívüli (28,6% nem válaszolt).

## Nevezetességei
- 1775-ben épült műemlék római katolikus temploma
- Riolittufa Kaptárkő a falu határában
- Bányató

## A település az irodalomban
- Érintőlegesen felbukkan a község Berkesi András Hűség című regényében (az egyik mellékszereplő utazik erre a településre).